# Джилонг
Джилонг (також Джілонг, Джелонг, англ. Geelong [dʒiːˈlɒŋ]) — друге за величиною місто в штаті Вікторія, Австралії, важливий морський порт. Населення Джилонга становить 184 583 осіб, що робить його одним з найбільших провінційних міст Австралії і п'ятим за населенням серед міст, що не є столицями штатів.

## Географія
Джилонг стоїть на річці Барвон, а також омивається водами однієї з числе́нних заток, що входять до складу затоки Порт-Філіпп. Місто розташоване за 75 км на південний-захід від столиці штату — міста Мельбурн.

### Клімат
Місто знаходиться у зоні, котра характеризується морським кліматом. Найтепліший місяць — січень із середньою температурою 18.9 °C (66 °F). Найхолодніший місяць — липень, із середньою температурою 8.9 °С (48 °F).
| Клімат Джилонга         | Клімат Джилонга | Клімат Джилонга | Клімат Джилонга | Клімат Джилонга | Клімат Джилонга | Клімат Джилонга | Клімат Джилонга | Клімат Джилонга | Клімат Джилонга | Клімат Джилонга | Клімат Джилонга | Клімат Джилонга | Клімат Джилонга |
| Показник                | Січ.            | Лют.            | Бер.            | Квіт.           | Трав.           | Черв.           | Лип.            | Серп.           | Вер.            | Жовт.           | Лист.           | Груд.           | Рік             |
| Середній максимум, °C   | 25              | 24,8            | 23,2            | 19,8            | 16,6            | 14,1            | 13,6            | 14,8            | 16,9            | 19,2            | 21,3            | 23,2            | 19,4            |
| Середня температура, °C | 19              | 19              | 17              | 15              | 12              | 10              | 9               | 10              | 11              | 13              | 15              | 17              | 14              |
| Середній мінімум, °C    | 13,2            | 13,8            | 12,5            | 10,3            | 8,1             | 6,1             | 5,2             | 5,8             | 7               | 8,5             | 10,1            | 11,9            | 9,4             |
| Норма опадів, мм        | 30              | 30              | 40              | 40              | 40              | 40              | 40              | 40              | 50              | 50              | 40              | 30              | 530             |
| Днів з дощем            | 5,7             | 5,7             | 7,4             | 10,1            | 13,1            | 13,5            | 14,2            | 14,8            | 13,5            | 12,1            | 9,9             | 8,1             | 128,1           |
| ----------------------- | --------------- | --------------- | --------------- | --------------- | --------------- | --------------- | --------------- | --------------- | --------------- | --------------- | --------------- | --------------- | --------------- |
| Джерело: Weatherbase    |                 |                 |                 |                 |                 |                 |                 |                 |                 |                 |                 |                 |                 |

## Історія
Місто було названо у 1837 році губернатором Річардом Берком. Назва походить від слова в мові аборигенів Jillong, що означає «земля» або «скеля». Територія міста була вперше обстежена в 1838 році, через три тижні після Мельбурна, і поштове відділення було відкрито у червні 1840 року. Місто стало портом вовняної промисловості Західного регіону. Під час золотої лихоманки Джилонг був головним портом біля багатих золотих копалень району Балларет. У місті знаходилось багато виробництв і протягом 1860-х років місто стало одним з найбільших промислових центрів в Австралії, завдяки вовняним, канатним і паперовим фабрикам.
Джилонг був оголошеним містом у 1910 році. Населення міста зростало з 1960-х років завдяки зростанню сфери послуг, у той час як промислова сфера зменшувалася. Реконструкція центральної частини міста відбувалася з 1990 року, а також елітного житла в найближчих передмістях і в наш час[коли?] темпи зростання населення вищі, ніж у середньому по країні.
У наш час місто відоме як один з центрів виробництва автомобілів Ford в Австралії, а також завдяки футбольному клубу «Джилонг».
У місті та околицях проживають кілька тисяч українців, вихідців з території колишньої Югославії. За словами лідера Світового конгресу українських молодіжних організацій Мирослава Гочака, «можна навіть сказати, що вони є основою кістяка всієї української громади в цій країні».

## Галерея

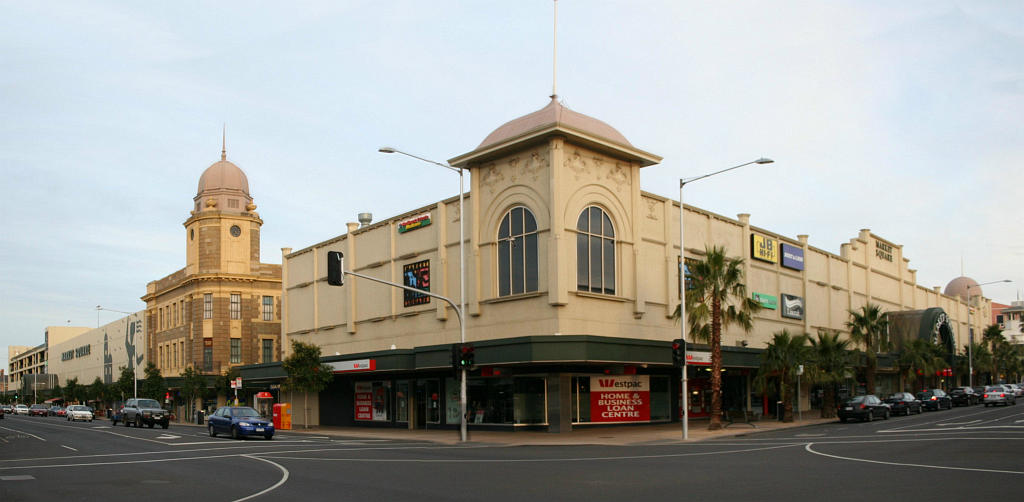
Перетин вулиць Мурапул і Малоп
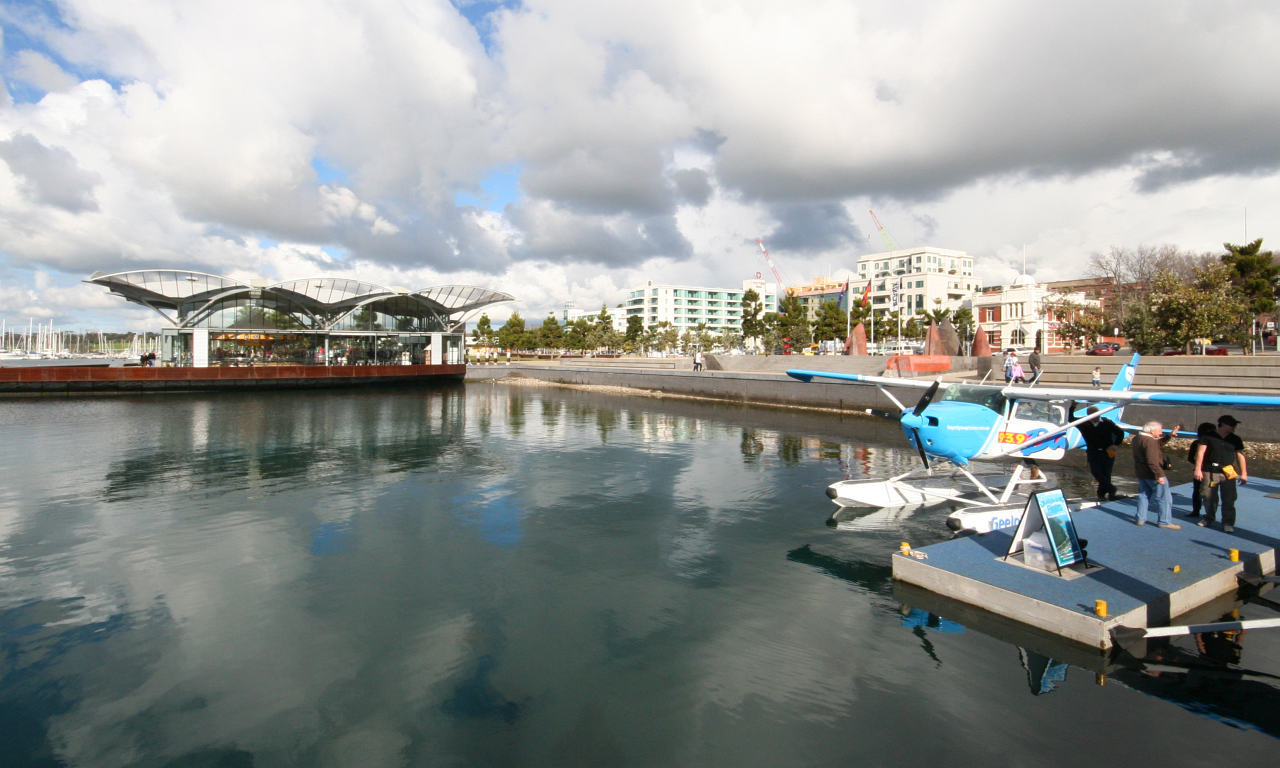
Одна із туристичних цікавинок Джилонга — Waterfront Geelong
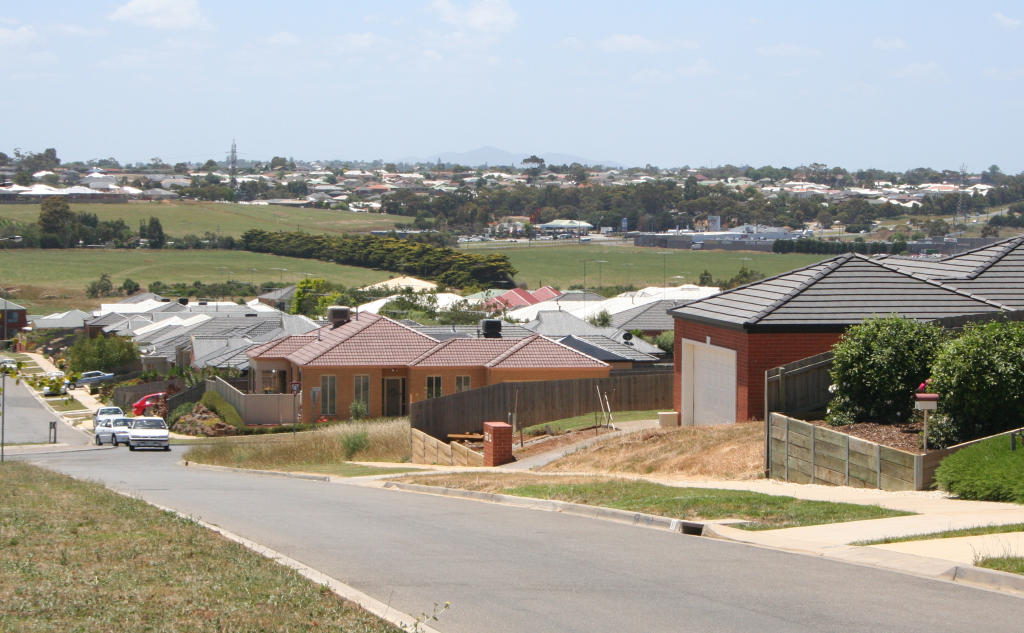
Вид південного району, що розвивається
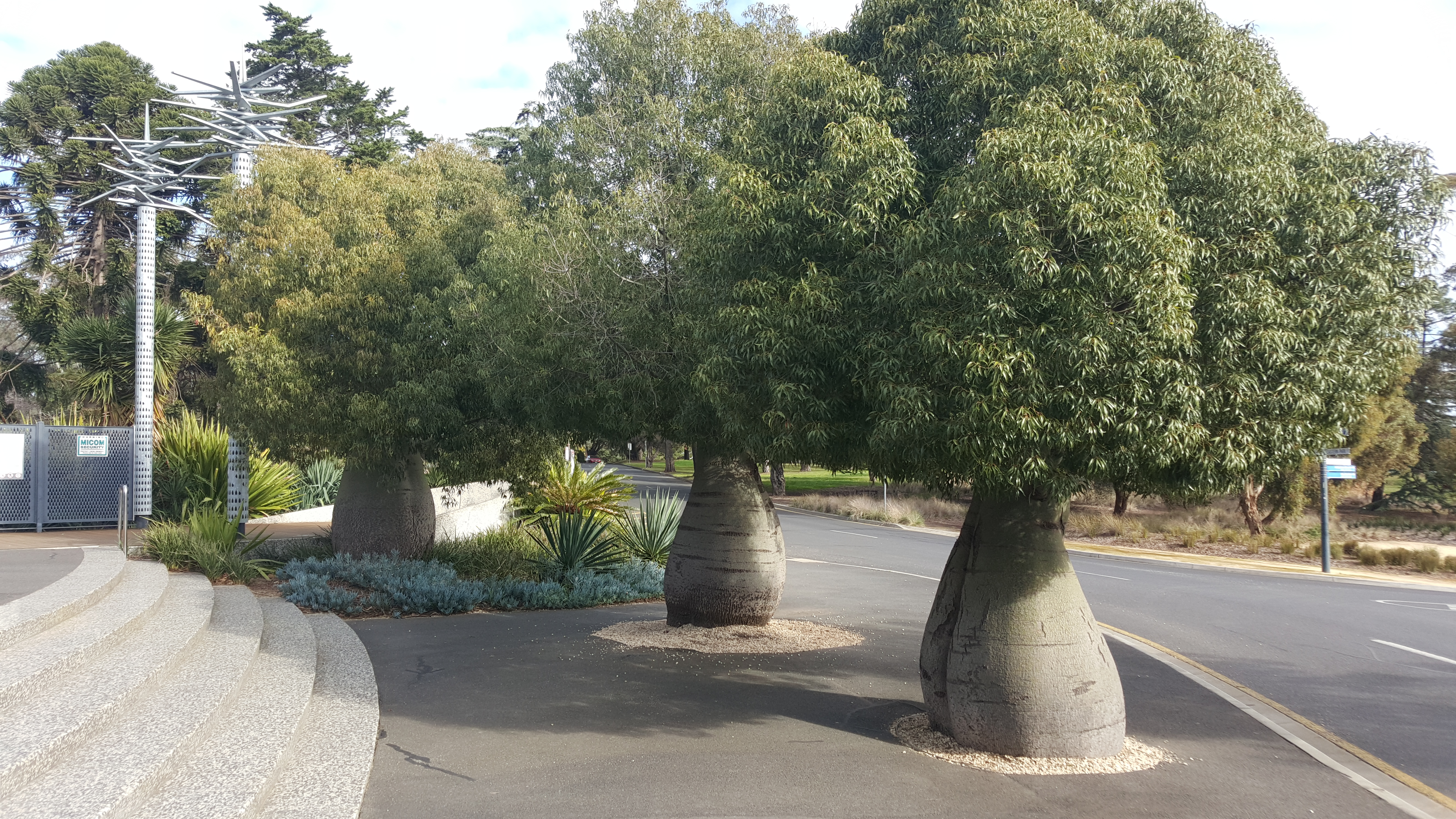
Ботанічний сад
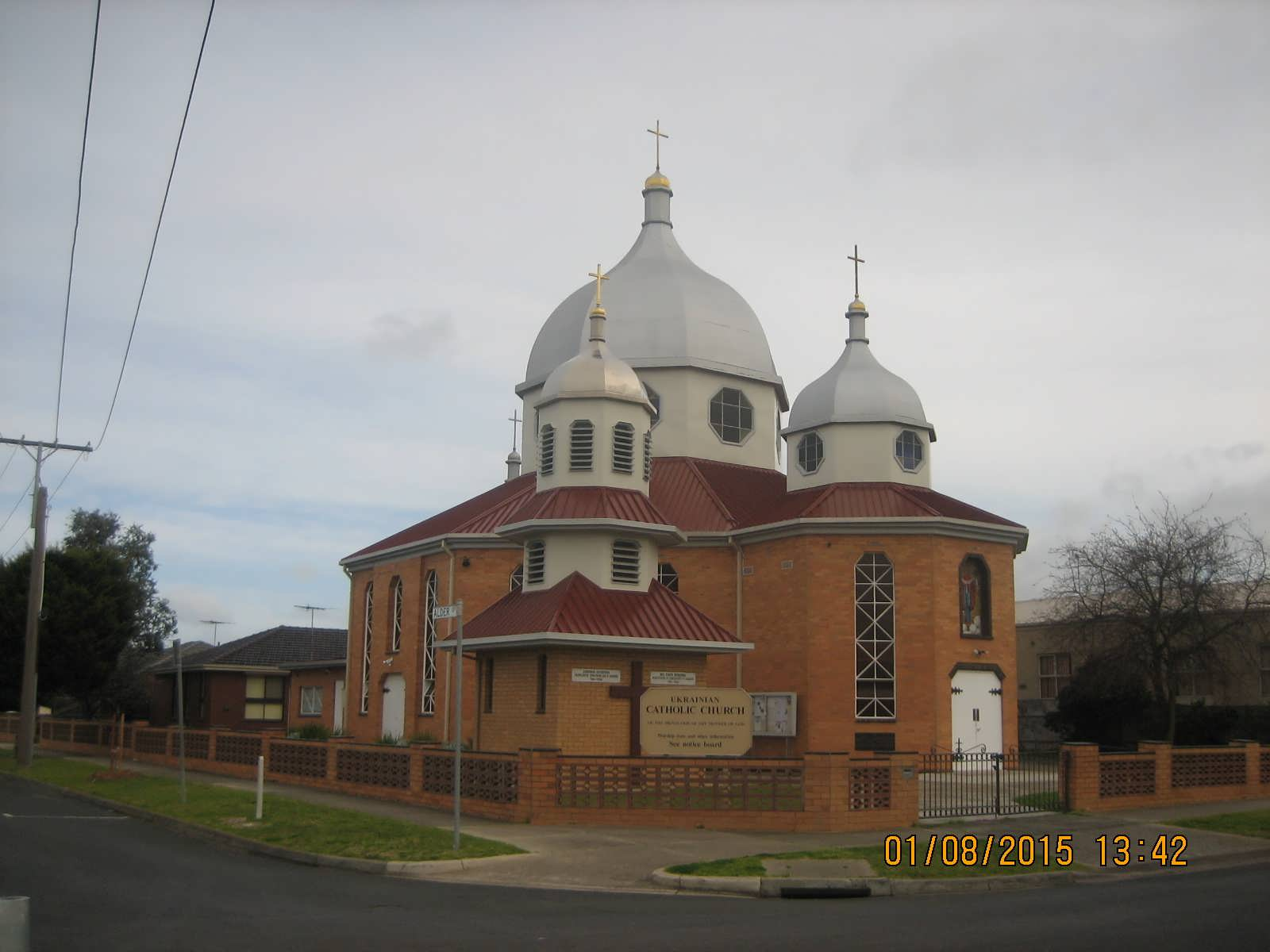
Українська греко-католицька церква Покрови пресвятої Богородиці
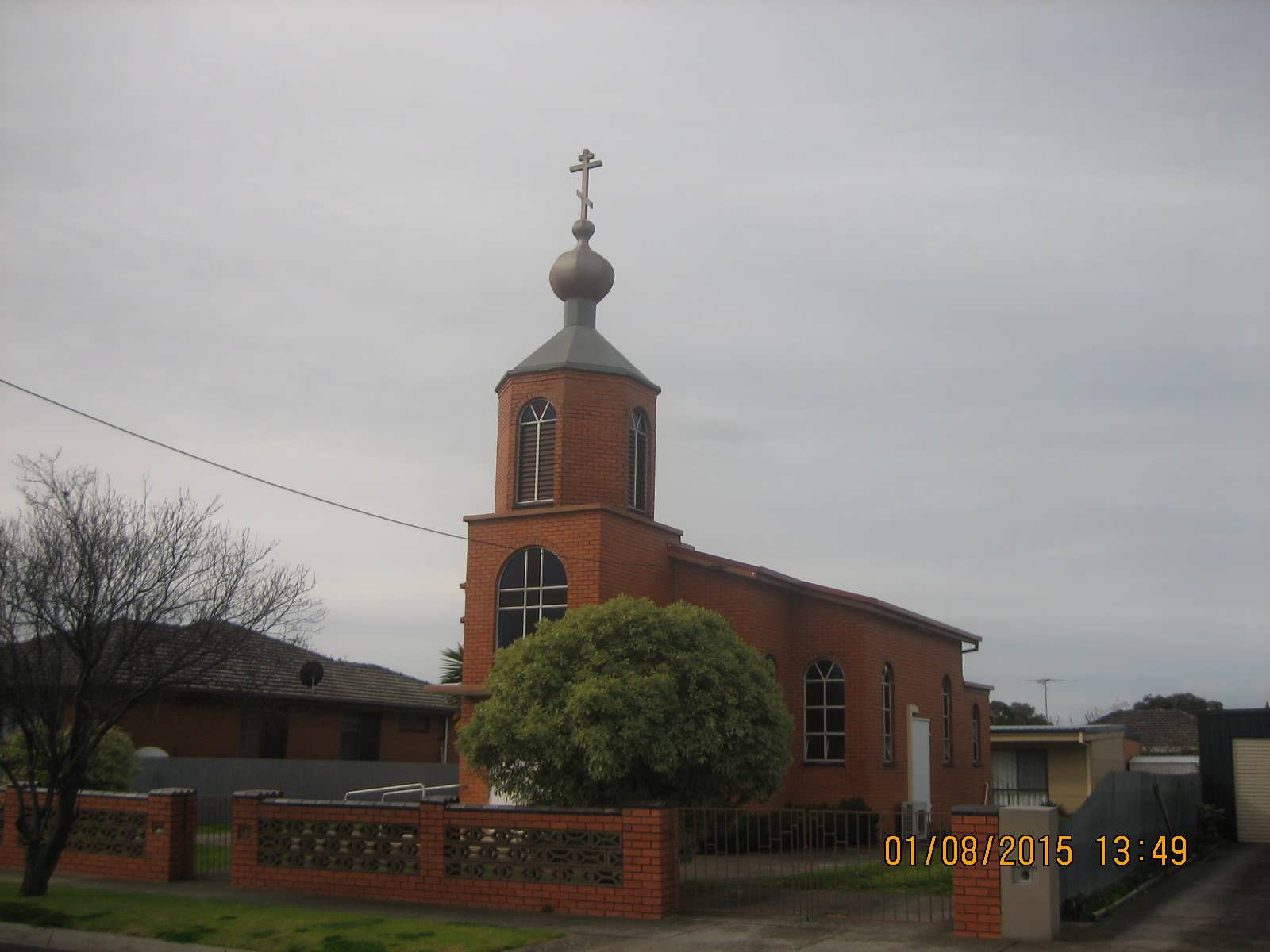
Українська автокефальна православна церква Різдва пресвятої Богородиці
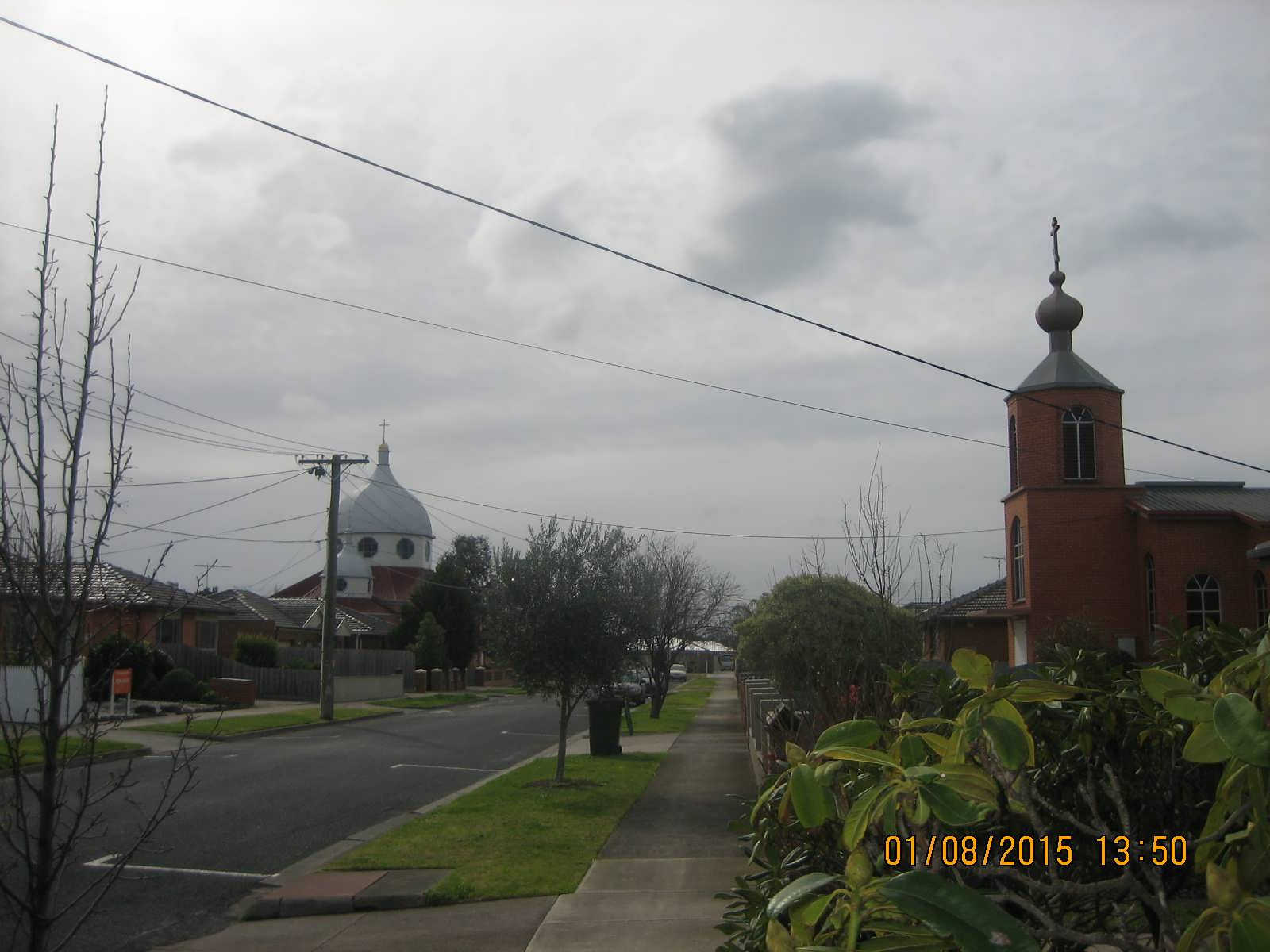
Українська вулиця

З 2003 року у місті щорічно відбувається Кубок світу Джилонг.